# Reichenauerwald
Reichenauerwald ist eine Ortschaft in der Marktgemeinde Langschlag im Bezirk Zwettl in Niederösterreich.

## Geografie
Die Streusiedlung liegt nordwestlich von Siebenhöf in einer Lichtung im Freiwald. Die Böhmerwald Straße führt südlich an der Ortschaft vorbei, wo zweimal Nebenstraßen nach Reichenauerwald abzweigen. Am 1. April 2020 umfasste die Ortschaft 23 Adressen.
Ihr zugeordnet sind auch die Einzellagen Besenbeck, Binderhof (mit 1010 Metern Seehöhe der höchstgelegene Bauernhof im nördlichen Niederösterreich) sowie der Sternhof. 

## Geschichte
Der Franziszeische Kataster von 1823 zeigt eine unbenannte Ortslage mit kleinen Gehöften.
Nach dem Umbruch 1848 kam der Ort als Reichenauer Waldhäuser zur Ortsgemeinde Reichenau.
Nachdem die Reichenauer Waldhäuser bis 1909 als Rotte geführt wurden, tauchte ab 1951 der Name Reichenauerwald als Ortsbezeichnung auf
Am 1. Jänner 1971 wurde die Siedlung mit 21 Bauflächen unter dem Namen Reichenauerwald ein Teil der Gemeinde Langschlag (hier der Katastralgemeinde Siebenhöf zugeordnet).